# Bédeille (Ariège)
Bédeille település Franciaországban, Ariège megyében. Lakosainak száma 76 fő (2022. január 1.). Bédeille Bagert, Barjac, Betchat, Fabas, Taurignan-Castet és Tourtouse községekkel határos.

## Népesség
A település népességének változása:
| Lakosok száma | 83   | 76   | 56   | 79   | 76   | 73   | 70   | 67   | 66   | 76   |
|               | 1968 | 1982 | 1990 | 2006 | 2013 | 2015 | 2017 | 2019 | 2020 | 2022 |